# Discografia de Little Mix
A discografia de Little Mix, um grupo feminino britânico, consiste em: seis álbuns de estúdio; oito extended plays; trinta e três singles, dos quais foi creditado como parte de um outro grupo em um e creditado como como artista principal em quatorze; e 40 vídeos musicais. Little Mix ganhou proeminência no mercado musical após vencer a oitava temporada do programa de televisão The X Factor, tornando-se na primeira banda a conseguir tal feito. Enquanto ainda estava no programa, fez uma participação na canção "Wishing on a Star" (2011), que foi lançada como single e alcançou a primeira posição no Reino Unido, Irlanda e Escócia. Como parte do prêmio por ter vencido o programa, foi lançado o single "Cannonball" (2012), que também alcançou o primeiro posto no Reino Unido, Irlanda, e Escócia e ainda recebeu o certificado de disco de ouro pela British Phonographic Industry (BPI) pela expedição de mais de 400 mil exemplares.
DNA, o álbum de estreia da banda, foi lançado em novembro de 2012 e conseguiu alcançar as cinco primeiras posições em países como o Reino Unido, o Canadá, a Irlanda, Noruega e os Estados Unidos. Em outros lugares, teve um desempenho comercial favorável, posicionando-se na décima colocação na Austrália e na décima quarta na Nova Zelândia. Além disso, recebeu o certificado de disco de platina pela BPI após ultrapassar a marca das 300 mil unidades comercializadas no Reino Unido e o de disco de ouro pela Australian Recording Industry Association (ARIA) e Irish Recorded Music Association (IRMA). De DNA foram divulgados quatro singles. "Wings", o primeiro, tornou-se um enorme sucesso mundial, posicionando-se dentro das cinco melhores colocações em nove países, inclusive o Reino Unido, a Irlanda e o Japão. Na Austrália, onde alcançou a terceira posição, recebeu o certificado de disco de platina por três vezes pela ARIA. Os singles subsequentes — "DNA", "Change Your Life" e "How Ya Doin'?", com participação de Missy Elliott — alcançaram um sucesso moderado em mercados musicais europeus e na Austrália, onde "Change Your Life" recebeu o certificado de disco de platina por duas vezes pela ARIA.
Embora tenha tido um desempenho comercial não tão grande quanto o seu antecessor, Salute, o segundo álbum de estúdio de Little Mix, lançado em novembro de 2013, conseguiu ainda atingir boas posições nos principais mercados musicais, inclusive a Austrália e o Reino Unido, onde posicionou-se no número quatro, e os Estados Unidos, onde alcançou o sexto posto. A BPI atribuiu ao disco o certificado de disco de platina pela expedição de mais de 400 mil exemplares em território britânico. "Move", o primeiro single, posicionou-se dentro das dez melhores posições em países como o Reino Unido e a Irlanda e recebeu o certificado de disco de ouro pela BPI e ARIA. "Little Me" e "Salute", os restantes singles do álbum, não alcançaram o mesmo desempenho que o seu antecessor, não conseguindo receber um certificado de vendas em nenhum mercado, a exceção do Reino Unido, onde "Salute" recebeu o certificado de disco de prata pela expedição de 200 mil unidades digitais. Apesar de não ter sido divulgada como um trabalho comercial individual, a canção "These Four Walls" conseguiu alcançar o número 57 na tabela musical britânica acuando do lançamento inicial de Salute, assim como a música Towers alcançou a quarta posição, e junto de seus semelhantes "Stand Down" e "See Me Now" alcançaram a #5 posição no Billboard Top Trending em suas versões digitais. Little Me por sua vez foi certificado como prata no Reino Unido por seus 200,000 exemplares vendidos em solo britânico e Move como ouro com mais de 400,000 em solo britânico e mais um milhão de unidades mundialmente.
Em 2015 foi lançado "Black Magic", o primeiro single do terceiro álbum de estúdio do grupo, Get Weird, conseguiu atingir mais de 700 mil cópias só no Reino Unido e mais de um milhão de cópias vendidas ao redor do mundo. Black Magic alcança #67 na Billboard Hot 100, fazendo-se seu maior pique nas paradas americanas até então. O single foi certificado como platina pela BPI e ouro na Polônia e Holanda. No ano de 2015 com o single Black Magic, o álbum Get Weird alcançou aproximadamente 1 milhão de unidades e mais de 640 mil cópias em solo britânico. O terceiro single Secret Love Song era supostamente, para ter sido disponível em apenas dois países europeus como Irlanda e Inglaterra. Devido ao grande sucesso, não esperava-se ficar entre os grandes mercados musicais dentre países continentais da Ásia como Singapura, Malásia e Filipinas. A segunda parte da canção foi bem mais recebida pelo comunidade LGBT do que com a participação de Jason Derulo em sua estreia original.
Secret Love Song é certificado platina na Austrália, Irlanda e Nova Zelândia. A canção por sua vez fica em #1 nas Filipinas, permanecendo por mais de 22 semanas nas paradas. Alcançou números notáveis mesmo não sendo mundialmente lançado. Nono ponto na Malásia, primeiro lugar na Croácia, sexto posto na Inglaterra, Escócia e junto de uma estreia favorável acuando-se em décimo sexto na Austrália. O quarto e último single do álbum Hair é certificado como ouro no Reino Unido e dupla platina na Austrália. O grupo vendeu ao todo 2.2 milhões de discos apenas na Austrália e Nova Zelândia.
Em outubro de 2016 Little Mix lançou o single "Shout Out to My Ex" do seu quarto álbum de estúdio Glory Days. A canção estreou no número um no UK Singles Chart tornando-se seu quarto topo na parada britânica. Ele vendeu 96.000 cópias em vendas combinadas em sua semana de estreia com 67.000 downloads, tornando-se a maior semana de abertura de vendas de download de uma música em 2016. Glory Days foi lançado em 18 de novembro de 2016 e estreou no número um na parada de álbuns do Reino Unido, tornando-se o primeiro número um do grupo. "Glory Days" vendeu 96.000 cópias em vendas na primeira semana, foi a primeira maior semana de vendas na Inglaterra desde as Spice Girls em 1997 e o álbum mais vendido em seu debut por um grupo musical feminino em 15 anos desde o Survivor das Destiny's Child em 2001. O quarto álbum conseguiu alcançar a posição #25 na Billboard 200, e o carro-chefe estreou em 69 na Billboard Hot 100 conseguindo, mais tarde, certificado de dupla platina pela BPI (British Phonographic Industry)  por vendas físicas acima de 600 mil cópias no território igualmente ao lançamento de "Glory Days".
Em 2018 o grupo lança seu quinto álbum de estúdio, LM5 com dois singles Woman Like Me (com Nicki Minaj) e Think About Us — com vocais adicionais de Ty Dolla Sign. Em outubro de 2020 seu sexto álbum de estúdio Confetti, é lançado e seu carro-chefe fora Sweet Melody pegando a posição número um nas paradas britânicas, sendo mais tarde, certificado como platina pela BPI. No ano seguinte, em 2021,  o grupo lançou mais duas parcerias em sua discografia Heartbreak Anthem com David Guetta e Galantis logo após Kiss My Uh-Oh com Anne-Marie. A banda vendeu uma estimativa de 65 à 75 milhõesde discos vendidos mundialmente tornando-se um dos grupos femininos mais sucedidos de todos os tempos.

## Álbuns

### Álbuns de estúdio
| DNA | - Lançamento: 19 de Novembro de 2012 - Editoras: Syco, Columbia - Formatos: CD, download digital           | 3 | 10 | 4  | 27 | 3 | 20  | 49 | 14 | 8  | 4  | - : 460.000 - : 200.000 - : 1.755.000             | - Platina - : Ouro - : Ouro                                                |
| Salute | - Lançamento: 8 de Novembro de 2013 - Editoras: Syco, Columbia - Formatos: CD, download digital            | 4 | 4  | 7  | 38 | 7 | 36  | 49 | 11 | —  | 6  | - : 415.000 - : 107.000 - : 1.435.000             | - : Platina                                                                |
| Get Weird | - Lançamento: 6 de Novembro de 2015 - Editoras: Syco, Columbia - Formatos: CD, download digital            | 2 | 2  | 12 | 47 | 1 | 35  | 9  | 8  | 13 | 13 | - : 1.060.000 - : 263.000 - : 2.233.000           | - : 3× Platina - : 2× Platina - : Ouro - : Ouro                            |
| Glory Days | - Lançamento: 18 de novembro de 2016 - Editoras: Syco, Columbia - Formatos: CD, download digital           | 1 | 2  | 21 | 50 | 1 | 41  | 9  | 9  | 23 | 25 | - : 1.300.000 - : 63.000 - : 40.000 - : 4.879.000 | - : 4× Platina - : Ouro - : 2× Platina - : Ouro - : Ouro - : Ouro - : Ouro |
| LM5 | - Lançamento: 16 de novembro de 2018 - Gravadoras: Syco, Columbia Records - Formatos: CD, download digital | 3 | 8  | 24 | 55 | 2 | 60  | 9  | 6  | 28 | 40 | - : 408.000 - : 145.000 - : +40.000 - : 2.556.000 | - : Platina - : Platina                                                    |
| Confetti | - Lançamento: 6 de novembro de 2020 - Gravadoras: RCA Records - Formatos: CD, download digital             | 2 | 7  | 37 | 52 | 1 | 104 | 10 | 7  | 46 | 85 | - : 396.000 - : 2.000.000                         | - : Platina                                                                |
| "—" denota um lançamento que não foi lançado no território ou não conseguiu entrar na tabela musical do país. | |   |    |    |    |   |     |    |    |    |    |                                                   |                                                                            |

### Álbuns de compilação
| Title      | Details | Peak chart positions | Peak chart positions | Peak chart positions | Peak chart positions | Peak chart positions | Peak chart positions | Peak chart positions | Peak chart positions | Peak chart positions | Certificações                             |
| Title      | Details | UK                   | AUS                  | CAN                  | IRE                  | FRA                  | JPN                  | HOL                  | NZ                   | US                   | Certificações                             |
| ---------- | --- | -------------------- | -------------------- | -------------------- | -------------------- | -------------------- | -------------------- | -------------------- | -------------------- | -------------------- | ----------------------------------------- |
| Between Us | - Lançamento: 12 de Novembro 2021 - Gravadora: RCA - Formatos: CD, LP, cassette, box set, digital download, streaming | 3                    | 8                    | 53                   | 2                    | 47                   | 65                   | 9                    | 16                   | 182                  | - : Platina - : Platina - : Ouro - : Ouro |

| Título                           | Detalhes                                                                                          | Melhores posições | Melhores posições |
| Título                           | Detalhes                                                                                          | NLD               | NZ                |
| -------------------------------- | ------------------------------------------------------------------------------------------------- | ----------------- | ----------------- |
| Glory Days: The Platinum Edition | - Lançamento: 24 de novembro de 2017 - Gravadora: Syco, Columbia - Formatos: CD, digital download | 16                | 22                |

### Extended plays
| EP                                  | Detalhes                                                                                    | Conteúdo |
| ----------------------------------- | ------------------------------------------------------------------------------------------- | --- |
| Wings: The Remixes                  | - Lançamento: 24 de Agosto de 2012 - Editoras: Syco, Columbia - Formatos: Download digital  | - Versão do álbum de "Wings"; - Dois Remixes de "Wings" - Versão instrumental de "Wings".                                                                           |
| DNA: The Remixes                    | - Lançamento: 9 de Novembro de 2012 - Editoras: Syco, Columbia - Formato: Download digital  | - Versão do álbum de "DNA"; - Dois Remixes de "DNA" - Versão instrumental de "DNA".                                                                                 |
| Move: The Remixes                   | - Lançamento: 1 de Novembro de 2013 - Editoras: Syco, Columbia - Formato: Download digital  | - Cinco remixes de "Move". |
| Little Me: The Remixes              | - Lançamento: 27 de Dezembro de 2013 - Editoras: Syco, Columbia - Formato: Download digital | - Três remixes de "Little Me"; - Apresentação ao vivo no The X Factor de "Little Me"; - Versão instrumental de "Little Me".                                         |
| Word Up!: The Remixes               | - Lançamento: 14 de Março de 2014 - Editoras: Syco, Columbia - Formato: Download digital    | - Dois remixes de "Word Up!"; - Versão instrumental de "Word Up!".                                                                                                  |
| Salute: The Remixes                 | - Lançamento: 30 de Maio de 2014 - Editoras: Syco, Columbia - Formato: Download digital     | - Três remixes de "Salute"; - Versão acústica de "Move"; - Versão a capella de "Who's Lovin' You"; - Versão instrumental da versão lançada para single de "Salute". |
| Black Magic: The Remixes            | - Lançamento: 13 de julho de 2015 - Editoras: Syco, Columbia - Formato: Download digital    | - Dois remixes de "Black Magic"; - Um acústico de "Black Magic"; - Um video clipe de "Black Magic".                                                                 |
| Love Me Like You: The Collection EP | - Lançamento: 16 de outubro de 2015 - Editoras: Syco, Columbia - Formato: Download digital  | - Quatro remixes de "Love Me Like You"; - Um instrumental de "Love Me Like You"; - Um audio entrevista de "Love Me Like You"; - "Lightning".                        |

## Singles

### Como artista principal
| Canção                                                                                      | Ano  | Melhores posições nas tabelas | Melhores posições nas tabelas | Melhores posições nas tabelas | Melhores posições nas tabelas | Melhores posições nas tabelas | Melhores posições nas tabelas | Melhores posições nas tabelas | Melhores posições nas tabelas | Melhores posições nas tabelas | Melhores posições nas tabelas | Certificações (milhares de vendas)                                                                                      | Álbum                         |
| Canção                                                                                      | Ano  | UK                            | AUS                           | CAN                           | FRA                           | IRL                           | JAP                           | HOL                           | NZL                           | SUE                           | EUA                           | Certificações (milhares de vendas)                                                                                      | Álbum                         |
| ------------------------------------------------------------------------------------------- | ---- | ----------------------------- | ----------------------------- | ----------------------------- | ----------------------------- | ----------------------------- | ----------------------------- | ----------------------------- | ----------------------------- | ----------------------------- | ----------------------------- | --- | ----------------------------- |
| "Cannonball"                                                                                | 2011 | 1                             | —                             | —                             | —                             | 1                             | —                             | —                             | —                             | —                             | —                             | - : Ouro | Não adicionado à nenhum álbum |
| "Wings"                                                                                     | 2012 | 1                             | 3                             | 69                            | 165                           | 1                             | 7                             | —                             | 15                            | —                             | 79                            | - : 3× Platina - : Platina - : Ouro - : Ouro - : Ouro - : Platina                                                       | DNA                           |
| "DNA"                                                                                       | 2012 | 3                             | 48                            | —                             | 177                           | 8                             | —                             | —                             | —                             | —                             | 114                           | - : Ouro - : Ouro | DNA                           |
| "Change Your Life"                                                                          | 2013 | 12                            | 8                             | —                             | 133                           | 12                            | —                             | —                             | 29                            | —                             | —                             | - : Prata - : 2× Platina - : Ouro - : Ouro                                                                              | DNA                           |
| "How Ya Doin'?" (com participação de Missy Elliott)                                         | 2013 | 16                            | 29                            | —                             | 66                            | 26                            | —                             | 91                            | —                             | —                             | —                             | - : Ouro | DNA                           |
| "Move"                                                                                      | 2013 | 3                             | 26                            | —                             | 109                           | 5                             | 19                            | 76                            | 12                            | —                             | 122                           | - : Platina - : Ouro - : Platina - 0                                                                                    | Salute                        |
| "Little Me"                                                                                 | 2013 | 14                            | 85                            | —                             | —                             | 26                            | —                             | —                             | —                             | —                             | —                             | - : Prata | Salute                        |
| "Word Up!"                                                                                  | 2014 | 6                             | 45                            | —                             | 107                           | 13                            | 71                            | —                             | —                             | —                             | —                             | | Salute                        |
| "Salute"                                                                                    | 2014 | 6                             | —                             | —                             | —                             | 12                            | —                             | —                             | —                             | —                             | —                             | - : Prata - : Platina                                                                                                   | Salute                        |
| "Black Magic"                                                                               | 2015 | 1                             | 8                             | 53                            | 155                           | 3                             | 47                            | 82                            | 31                            | 58                            | 67                            | - : 2× Platina - : 2× Platina - : Platina - : Ouro - : Platina - : Ouro - : Ouro - : Ouro - : Platina - : Diamante      | Get Weird                     |
| "Love Me Like You"                                                                          | 2015 | 11                            | 27                            | —                             | 140                           | 8                             | 80                            | —                             | —                             | —                             | —                             | - : Platina - : Platina                                                                                                 | Get Weird                     |
| "Secret Love Song" (com participação de Jason Derulo)                                       | 2016 | 6                             | 16                            | —                             | —                             | 11                            | —                             | —                             | 18                            | —                             | —                             | - : Platina - : Platina - : 2× Platina - : Platina                                                                      | Get Weird                     |
| "Hair" (com participação de Sean Paul)                                                      | 2016 | 11                            | 10                            | —                             | —                             | 20                            | —                             | —                             | 32                            | —                             | —                             | - : Platina - : 2× Platina - : 3× Platina                                                                               | Get Weird                     |
| "Shout Out To My Ex"                                                                        | 2016 | 1                             | 4                             | 37                            | 106                           | 1                             | 42                            | 26                            | 7                             | 38                            | 69                            | - : 2× Platina - : 2× Platina - : 3× Platina - : Ouro - : Ouro - : Platina - : Platina - : Ouro - : Ouro - : 2× Platina | Glory Days                    |
| "Touch"                                                                                     | 2017 | 4                             | 13                            | 57                            | 195                           | 5                             | —                             | 73                            | 22                            | —                             | 76                            | - : 2× Platina - : Platina - : 2× Platina - : Ouro - : 2× Platina                                                       | Glory Days                    |
| "No More Sad Songs" (com participação de Machine Gun Kelly)                                 | 2017 | 15                            | —                             | —                             | —                             | 25                            | —                             | —                             | —                             | —                             | —                             | - : Platina | Glory Days                    |
| "Power" (com participação de Stormzy)                                                       | 2017 | 6                             | —                             | 182                           | 17                            | —                             | —                             | —                             | —                             | —                             | —                             | - : Platina - : 2× Platina                                                                                              | Glory Days                    |
| "Reggaetón Lento (Remix)" (com participação de CNCO)                                        | 2017 | 5                             | 68                            | —                             | 62                            | 26                            | —                             | 53                            | —                             | —                             | —                             | - : Ouro - : 2× Platina - : 3× Platina - : Platina - : Ouro - : Platina - : Ouro - : Platina - : 3× Platina             | Glory Days                    |
| "Only You" (com Cheat Codes)                                                                | 2018 | 13                            | 92                            | —                             | 127                           | 13                            | —                             | —                             | 5                             | 89                            | —                             | - : Ouro | LM5                           |
| "Woman Like Me" (com participação de Nicki Minaj)                                           | 2018 | 2                             | 23                            | 73                            | —                             | 4                             | 92                            | 58                            | 24                            | 65                            | —                             | - : Platina - : Platina - : Diamante - : Ouro - : Ouro                                                                  | LM5                           |
| "Think About Us" (com participação de Ty Dolla Sign)                                        | 2019 | 22                            | —                             | —                             | 36                            | —                             | —                             | —                             | —                             | —                             | —                             | - : Prata | LM5                           |
| "Bounce Back"                                                                               | 2019 | 10                            | 86                            | —                             | —                             | 20                            | —                             | —                             | —                             | —                             | —                             | - : Prata - : Ouro |                               |
| "One I've Been Missing"                                                                     | 2019 | 59                            | —                             | —                             | —                             | 72                            | —                             | —                             | —                             | —                             | —                             | | Não adicionado a nenhum álbum |
| "Break Up Song"                                                                             | 2020 | 9                             | —                             | —                             | —                             | 18                            | —                             | —                             | —                             | —                             | —                             | - : Platina | Confetti                      |
| "Holiday"                                                                                   | 2020 | 15                            | —                             | —                             | —                             | 23                            | —                             | —                             | —                             | —                             | —                             | - : Ouro | Confetti                      |
| "Sweet Melody"                                                                              | 2020 | 1                             | —                             | —                             | —                             | —                             | —                             | —                             | —                             | —                             | —                             | - : Platina | Confetti                      |
| "No Time For Tears" {com Nathan Dawe)                                                       | 2020 | 19                            | —                             | —                             | —                             | 15                            | —                             | —                             | —                             | —                             | —                             | - : Prata | Não adicionado a nenhum álbum |
| "Confetti" (com participação de Saweetie)                                                   | 2021 | 9                             | —                             | —                             | —                             | 17                            | —                             | —                             | —                             | —                             | —                             | - : Ouro | Confetti                      |
| "Heartbreak Anthem" (com Galantis e David Guetta)                                           | 2021 | 3                             | 46                            | 86                            | —                             | 5                             | —                             | 23                            | —                             | 36                            | —                             | - : Platina - : Platina                                                                                                 | Não adicionado a nenhum álbum |
| "Kiss My (Uh-Oh)" (com Anne-Marie)                                                          | 2021 | 10                            | —                             | —                             | —                             | 13                            | —                             | —                             | —                             | —                             | —                             | - : Ouro | Therapy                       |
| "Love (Sweet Love)"                                                                         | 2021 | 33                            | —                             | —                             | —                             | 40                            | —                             | —                             | —                             | —                             | —                             | | Between Us                    |
| "No"                                                                                        | 2021 | 35                            | —                             | —                             | —                             | —                             | —                             | —                             | —                             | —                             | —                             | | Between Us                    |
| "—" denota lançamentos que não entraram nas tabelas ou não foram lançados nesse território. |      |                               |                               |                               |                               |                               |                               |                               |                               |                               |                               | |                               |

### Como artistas convidadas
| Canção                                                        | Ano  | Melhores posições nas tabelas | Melhores posições nas tabelas | Álbum                         |
| Canção                                                        | Ano  | UK                            | IRL                           | Álbum                         |
| ------------------------------------------------------------- | ---- | ----------------------------- | ----------------------------- | ----------------------------- |
| "Wishing on a Star" (Com participação de JLS & One Direction) | 2011 | 1                             | 1                             | Não adicionado à nenhum álbum |

### Singles promocionais
| "These Four Walls"                                                                                   | 2014 | 57  | —   | —   | —  | — | Salute     |
| "Nothing Feels Like You"                                                                             | 2014 | —   | —   | —   | —  | — | Salute     |
| "Towers"                                                                                             | 2014 | —   | —   | —   | —  | — | Salute     |
| "Stand Down"                                                                                         | 2014 | —   | —   | —   | —  | — | Salute     |
| "See Me Now"                                                                                         | 2014 | —   | —   | —   | —  | — | Salute     |
| "Hair" (solo version)                                                                                | 2015 | 35  | 65  | 137 | 46 | — | Get Weird  |
| "Weird People"                                                                                       | 2015 | 78  | 125 | —   | 97 | — | Get Weird  |
| "Grown"                                                                                              | 2015 | 72  | 105 | —   | —  | — | Get Weird  |
| "You Gotta Not"                                                                                      | 2016 | 61  | 96  | —   | 88 | — | Glory Days |
| "F.U."                                                                                               | 2016 | 82  | —   | —   | —  | — | Glory Days |
| "Nothing Else Matters"                                                                               | 2016 | —   | —   | —   | —  | — | Glory Days |
| "Nobody Like You"                                                                                    | 2016 | 185 | —   | —   | —  | — | Glory Days |
| "Down & Dirty"                                                                                       | 2016 | 159 | —   | —   | —  | — | Glory Days |
| "Joan of Arc"                                                                                        | 2018 | 61  | 135 | —   | 63 | — | LM5        |
| "Told You So"                                                                                        | 2018 | 83  | —   | —   | 83 | — | LM5        |
| "The Cure"                                                                                           | 2018 | 49  | —   | —   | 60 | — | LM5        |
| "More Than Words" (featuring Kamille)                                                                | 2018 | —   | —   | —   | —  | — | LM5        |
| "Strip" (featuring Sharaya J)                                                                        | 2018 | 25  | —   | —   | 32 | — | LM5        |
| "Not a Pop Song"                                                                                     | 2020 | 49  | —   | —   | 37 | — | Confetti   |
| "Happiness"                                                                                          | 2020 | 43  | —   | —   | 61 | — | Confetti   |
| "Confetti" (solo version)                                                                            | 2020 | 23  | —   | —   | 26 | — | Confetti   |
| "Between Us"                                                                                         | 2021 | 47  | —   | —   | 48 | — | Between Us |
| "—" nota de que o single não conseguiu uma posição adequada ou de que não foi lançada no terrítorio. |      |     |     |     |    |   |            |

### Outras canções que entraram nas tabelas
| Título                                                                                    | Ano  | Melhor posição | Melhor posição | Melhor posição | Certificação | Álbum                            |
| Título                                                                                    | Ano  | UK             | IRE            | NZ             | Certificação | Álbum                            |
| ----------------------------------------------------------------------------------------- | ---- | -------------- | -------------- | -------------- | ------------ | -------------------------------- |
| "These Four Walls"                                                                        | 2014 | 57             | —              | —              |              | Salute                           |
| "Secret Love Song Pt. II"                                                                 | 2015 | 179            | —              | —              |              | Get Weird                        |
| "A.D.I.D.A.S."                                                                            | 2015 | 188            | —              | —              |              | Get Weird                        |
| "Oops" (ft. Charlie Puth)                                                                 | 2016 | 41             | 49             | —              | - : Prata    | Glory Days                       |
| "Is Your Love Enough?"                                                                    | 2017 | 47             | 44             | —              |              | Glory Days: The Platinum Edition |
| "Wasabi"                                                                                  | 2018 | —              | —              | 19             |              | LM5                              |
| "Cut You Off"                                                                             | 2021 | 59             | 54             | —              |              | Between Us                       |
| "—" notas que mostram que o single pode não ter conseguido alcançar uma posição adequada. |      |                |                |                |              |                                  |

## Outras aparições
| Canção               | Ano  | Outro(s) Artista(s) | Álbum      |
| -------------------- | ---- | ------------------- | ---------- |
| "Une Autre Personne" | 2013 | Tal                 | À l'infini |
| "Dreaming Together"  | 2015 | Flower              | Hanadokei  |

### Trilhas sonoras
| Ano  | Título                                      | Álbum                                   | Nota                                  |
| ---- | ------------------------------------------- | --------------------------------------- | ------------------------------------- |
| 2013 | "Wings"                                     | "Baggage Claim"                         | Incluida no álbum oficial do filme.   |
| 2013 | "Change Your Life"                          | "Honeyballers"                          | Incluida apenas no documentário.      |
| 2015 | "A Different Beat"                          | "Pitch Perfect 2"                       | Incluida na edição especial do álbum. |
| 2015 | "Hair" (com Sean Paul)                      | "EastEnders"                            | Incluida na soap opera apenas.        |
| 2017 | "No More Sad Songs" (com Machine Gun Kelly) | "The Swan Princess: Royally Undercover" | Incluida apenas no filme.             |
| 2020 | "Love Me or Leave Me"                       | "After We Collided"                     | Incluída no álbum oficial do filme.   |

## Videografia
| Título                              | Ano  | Outros artistas           | Direção                        |
| ----------------------------------- | ---- | ------------------------- | ------------------------------ |
| "Cannonball"                        | 2011 | Nenhum                    | Sarah Chatfield                |
| "Wings"                             | 2012 | Nenhum                    | Max & Dania                    |
| "DNA"                               | 2012 | Nenhum                    | Sarah Chatfield                |
| "Change Your Life"                  | 2013 | Nenhum                    | Dominic O'Riordan Warren Smith |
| "How Ya Doin'?"                     | 2013 | Missy Elliott             | Carly Cussen                   |
| "Move"                              | 2013 | Nenhum                    | Carly Cussen                   |
| "Little Me"                         | 2013 | Nenhum                    | Director X                     |
| "Word Up!"                          | 2014 | Nenhum                    | Ben Turner                     |
| "Salute"                            | 2014 | Nenhum                    | Colin Tilley                   |
| "Dreamin' Together"                 | 2015 | Flower                    | Shigeaki Kubo                  |
| "Black Magic"                       | 2015 | Nenhum                    | Director X                     |
| "Love Me Like You"                  | 2015 | Nenhum                    | Sarah McColgan                 |
| "Secret Love Song"                  | 2016 | Jason Derulo              | Frank Borin                    |
| "Hair"                              | 2016 | Sean Paul                 | Director X                     |
| "Shout Out to My Ex"                | 2016 | Nenhum                    | Sarah Chatfield                |
| "Touch"                             | 2017 | Nenhum                    | Director X Parris Goebel       |
| "No More Sad Songs"                 | 2017 | Machine Gun Kelly         | Marc Klasfeld                  |
| "Power"                             | 2017 | Stormzy                   | Hannah Lux Davis               |
| "Reggaetón Lento (Remix)"           | 2017 | CNCO                      | Marc Klasfeld                  |
| "Nothing Else Matters" (tour video) | 2017 | Nenhum                    | Adam Goodall                   |
| "Only You"                          | 2018 | Cheat Codes               | Frank Borin                    |
| "Woman Like Me"                     | 2018 | Nicki Minaj               | Marc Klasfeld                  |
| "More Than Words"                   | 2018 | Kamille                   | Unknown                        |
| "Strip"                             | 2018 | Sharaya J                 | Rankin and Little Mix          |
| "Think About Us"                    | 2019 | Ty Dolla Sign             | Bradley & Pablo                |
| "Bounce Back"                       | 2019 | Nenhum                    | Charlotte Rutherford           |
| "One I've Been Missing"             | 2019 | Nenhum                    | Laurence Warder                |
| "Wasabi"                            | 2020 | Nenhum                    | Callum Mills                   |
| "Break Up Song"                     | 2020 | Nenhum                    | Zac Ella                       |
| "Holiday"                           | 2020 | Nenhum                    | Sophia Ray                     |
| "Sweet Melody"                      | 2020 | Nenhum                    | KC Locke                       |
| "No Time for Tears"                 | 2021 | Nathan Dawe               | Troy Roscoe                    |
| "Confetti"                          | 2021 | Saweetie                  | Samuel Douek                   |
| "Heartbreak Anthem"                 | 2021 | Galantis and David Guetta | Samuel Douek                   |
| "Kiss My (Uh Oh)"                   | 2021 | Anne-Marie                | Hannah Lux Davis               |
| "Love (Sweet Love)"                 | 2021 | Nenhum                    | Samuel Douek                   |
| "No"                                | 2021 | Nenhum                    | Fred Rowson                    |
| "Between Us"                        | 2021 | Nenhum                    | Callum Mills and Little Mix    |